# Pobiedna (stacja kolejowa)
Pobiedna – zamknięta w 1987 i zlikwidowana w 1991 stacja kolejowa w Pobiednej, w Polsce. Została ona otwarta w dniu 1 listopada 1904 razem z linią kolejową z Mirska do Jindřichovic pod Smrkem.

## Położenie
Stacja była położona w północnej części wsi Pobiedna, poza zwartą linią zabudowy. Administracyjnie znajdowała się ona w województwie dolnośląskim, w powiecie lubańskim, w gminie Leśna.
Stacja była położona na wysokości 406 m n.p.m.

## Historia
Powstanie stacji miało związek z budową przedłużenia linii z Mirska do granicy z Czechami (do Jindřichovic pod Smrkem). Linię tę wraz z przystankiem otwarto 1 listopada 1904.
Po II wojnie światowej cała infrastruktura przeszła w zarząd Polskich Kolei Państwowych. W 1945 na odcinku Mirsk – Pobiedna zawieszono połączenia pasażerskie, a na trasie Pobiedna – granica państwa linię zlikwidowano. Ostatecznie połączenie w stronę Pobiednej zostało na mocy zarządzenia z 30 kwietnia 1987 zawieszone 1 lipca tegoż roku.
Na początku lat 90. XX w. budynek dworca stał się siedzibą teatru Klinika Lalek. Od 1993 mieści tam również centrum artystyczne pod nazwą Międzyplanetarne Królestwo Sztuki, znane szerzej jako Stacja Wolimierz.

## Linie kolejowe
Pobiedna była 25. posterunkiem ruchu na dawnej linii kolejowej nr 284 Legnica - Pobiedna - granica państwa (86,347 km).

## Infrastruktura
Na dawnej stacji pierwotnie znajdowało się:
- dworzec kolejowy z magazynem i nastawnią,
- wc,
- plac ładunkowy i rampa boczno-czołowa.